# Kotaneelee River
Der Kotaneelee River ist ein ca. 152 km langer linker Nebenfluss des Liard River in den kanadischen Nordwest-Territorien.

## Flusslauf
Der Kotaneelee River entspringt an der Grenze zum Yukon-Territorium in der La Biche Range, einem Höhenzug der Logan Mountains. Von dort fließt der Fluss durch ein Tal in südlicher Richtung und trennt dabei die La Biche Range im Westen von der Kotaneelee Range im Osten. Nach etwa 35 km wendet sich der Kotanelee River nach Osten und durchbricht den Gebirgszug der Kotaneelee Range. Er erreicht ein weiteres nach Süden ausgerichtetes Tal. Er nimmt den von Norden kommenden Chinkeh Creek auf und fließt nun erneut nach Süden. Der Höhenzug der Liard Range flankiert das Tal nach Osten. Nach etwa 40 km durchbricht der Fluss den südwestlichen Ausläufer der Liard Range in südöstlicher Richtung und erreicht den Liard River 13 km südwestlich von Fort Liard.